# IC 4926
IC 4926 — галактика типу E (еліптична галактика) у сузір'ї Стрілець.
Цей об'єкт міститься в оригінальній редакції індексного каталогу.